# Luis Alfredo López
Luis Alfredo López (29 de agosto de 1986) é um futebolista profissional hondurenho que atua como atacante.

## Carreira
Luis Alfredo López fez parte do elenco da Seleção Hondurenha de Futebol nas Olimpíadas de 2008.